# Ljozna
Ljozna (belarusiska: Лёзна), även ryska: Лиозно: Liozno) är en köping i Belarus. Huvudort i Ljozna rajon och ligger i Vitsebsks voblast, i den nordöstra delen av landet, 240 km nordost om huvudstaden Mіnsk. Ljozna ligger 193 meter över havet och antalet invånare är 6 688. .

## Natur
Terrängen runt Ljozna är platt. Trakten är glest befolkad. Det finns inga andra samhällen i närheten.

## Kända invånare
- Marc Chagall (1887–1985), judisk rysk-fransk konstnär.